# شهرستان گارفیلد (واشینگتن)
شهرستان گارفیلد، واشینگتن (به انگلیسی: Garfield County, Washington) یک شهرستان در ایالات متحده آمریکا است که در ایالت واشینگتن واقع شده‌است.

## تاریخچه
شهرستان گارفیلد در ۲۹ نوامبر ۱۸۸۱ از قصمت بزرگی از شهرستان کلمبیا شکل گرفت که حدوداً نیمی از این شهرستان در سال ۱۸۸۳ شهرستان اسوتین را شکل داد. و این شهرستان به دلیل ترور شدن رئیس‌جمهور وقت ایالات متحده آمریکا: جیمز آبرام گارفیلد نام‌گذاری گردید.

## خصوصیات
شهرستان گارفیلد ۱٬۸۵۹٫۶۲ کیلومترمربع مساحت دارد.